# 김정기 (1967년)
김정기(金正基, 1967년 3월 11일~)는 대한민국의 정치인이다. 부천시의원을 지냈다. 민생당 비상대책위원장이다. 출신지는 부산광역시 동래구이다.

## 학력
- 브니엘고등학교 졸업
- 한양대학교 독어독문학 학사

## 경력
- 한양대학교 총학생회장
- 전국대학생대표자협의회 대변인
- 열린우리당 경기도당 청년위원장
- 문국현 국회의원 보좌관
- 제12·13대 민주평화통일자문회의 자문위원
- 국제교육문화교류협회 이사
- 한국생활지원재활용협회 사무총장
- 2010. 7.~2014. 6. 제6대 경기도 부천시의회 의원
- 2010. 7.~2012. 7. 제6대 경기도 부천시의회 전반기 행정복지위원회 위원
- 2010. 7.~2012. 7. 제6대 경기도 부천시의회 전반기 예산결산특별위원회 위원
- 2011. 5.~2011. 11. 제6대 경기도 부천시의회 노인의료복지시설 및 재가노인복지시설행정사무조사특별위원회 위원장
- 2012. 7.~2014. 6. 제6대 경기도 부천시의회 후반기 행정복지위원회 위원장
- 2012. 7.~2014. 6. 제6대 경기도 부천시의회 후반기 예산결산특별위원회 위원
- 2012 제18대 대통령 선거 문재인 캠프 유세운영팀장
- 2014. 7.~2016. 1. 제7대 경기도 부천시의회 의원
- 2014. 7.~2016. 1. 제7대 경기도 부천시의회 전반기 의회운영위원회 위원장
- 국민의당 소사구 당원협의회 위원장
- 2017 제19대 대통령 선거 안철수 캠프 유세단장
- 민주평화당 소사구 당원협의회 위원장
- 민주평화연구원 부원장
- 대안신당 소사구 지역위원장
- 민생당 비상대책위원
- 민생당 비상대책위원장
- 기후민생당 비상대책위원장

## 역대 선거 결과
|  | 14.12% |

|  | 19.00% |

|  | 16.99% |

|  | 0.78% |

| 전임 (비상대책위원장)이수봉 | 민생당 비상대책위원장 공동직무대행 2021년 6월 16일~2021년 11월 18일 | 후임 서진희 |

| 전임 서진희 | 민생당 비상대책위원장 공동직무대행 2022년 6월 3일~2024년 3월 19일 | 후임 (당명변경)기후민생당 |

|  | 기후민생당 비상대책위원장 2024년 3월 19일~2024년 3월 22일 | 후임 (기후민생당 대표)서진희 |